# Estézargues
Estézargues – miejscowość i gmina we Francji, w regionie Oksytania, w departamencie Gard.
Według danych na rok 1990 gminę zamieszkiwało 276 osób, a gęstość zaludnienia wynosiła 24 osoby/km² (wśród 1545 gmin Langwedocji-Roussillon Estézargues plasuje się na 644. miejscu pod względem liczby ludności, natomiast pod względem powierzchni na miejscu 674.).